# Yong Tian Chang
Yong Tian Chang en chinois 张永田 né en 1936 est un botaniste chinois qui a travaillé à l'institut de botanique de l'Académie chinoise des sciences.